# Mohair
Il mohair è una fibra tessile di origine animale con caratteristiche simili alla seta, ricavato dal pelo della capra d'Angora.
La parola mohair deriva dall'arabo mukhayyar, che significa scelta (khayyara=ha scelto). In origine era riferita ad un tipo di tessuto derivato da crini.

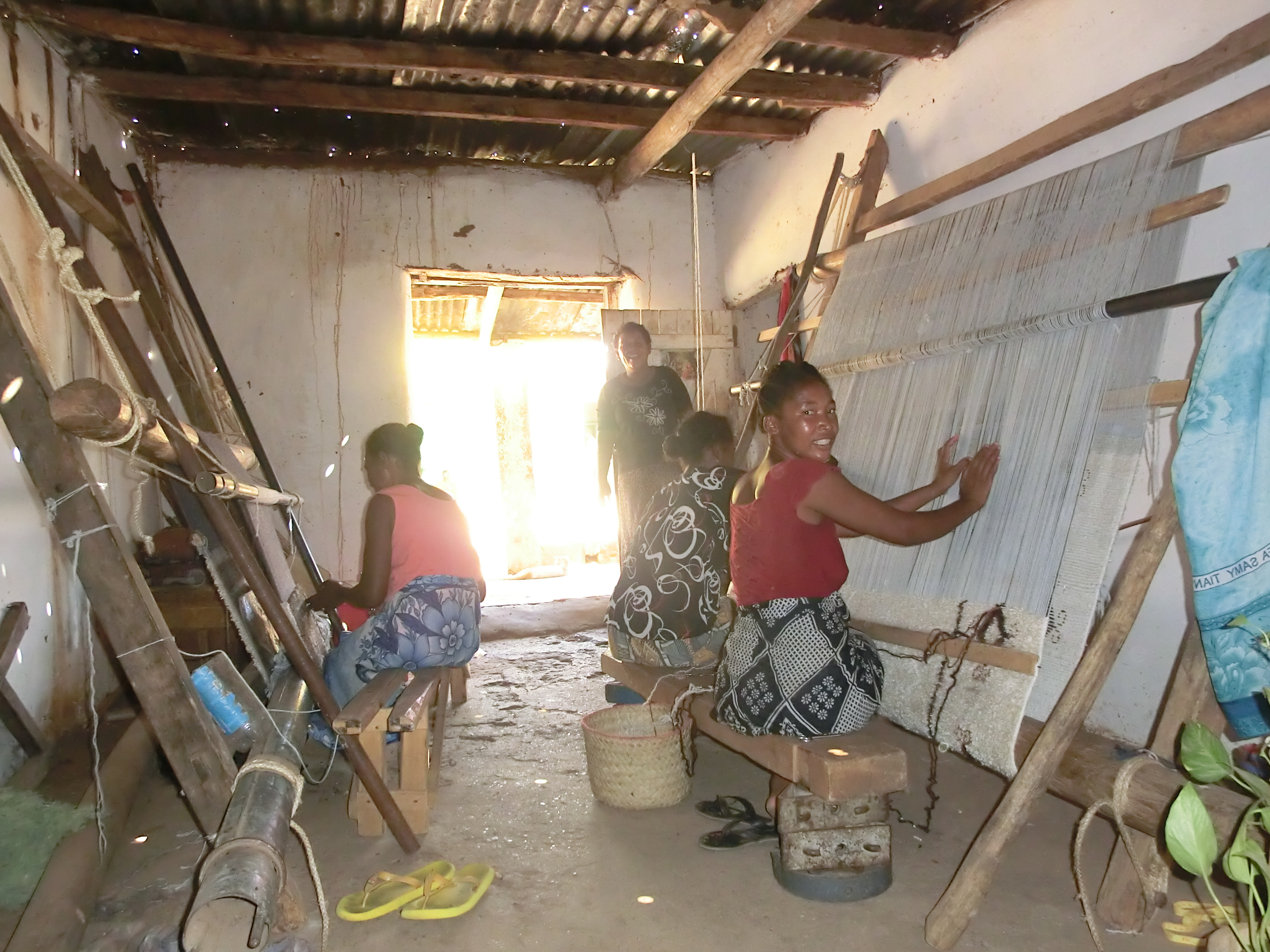
Lavorazione tradizionale del mohair ad Ampanihy, Madagascar

## Caratteristiche
La fibra di mohair, grazie alla sua lucentezza e lunghezza, viene particolarmente usata nella produzione di filati mischiati con la lana.
La notevole lunghezza della fibra di mohair e la sua particolare morbidezza, ne consentono l'uso anche per filati ad effetto garzato.
Il vello, lungo e morbido, viene prelevato tramite tosatura, senza ferire l'animale e viene filato in modo diverso a seconda dell'età dell'animale da cui è tratto, poiché con l'invecchiamento ne cambiano le caratteristiche.
Il diametro della fibra di mohair varia tra 24 e 60 micron, a seconda dell'età dell'animale da cui è tratto. La lana di animali giovani, Kid Mohair, è usata per i prodotti di qualità maggiore (abbigliamento e parrucche), mentre quella degli animali più anziani, più spessa e resistente, viene usata per i tappeti e per i tessuti resistenti.
Per le sue particolari proprietà riflessive, la fibra di mohair viene spesso mescolata ad altre fibre meno pregiate per migliorare la qualità del prodotto finito.
Un altro fattore che rende il mohair pregiato è l'attitudine ad essere tinto: la coloritura risulta uniforme e duratura, ben radicata nella fibra.
Normalmente l'utilizzo dei filati di puro mohair o misti lana mohair è principalmente per la creazione di tessuti di abbigliamento da uomo-drapperia.
Nonostante il mohair derivi dalla capra d'Angora, non va confuso con il filato ricavato dal pelo del coniglio d'Angora, il quale viene detto per l'appunto Angora.
Il termine mohair è a volte usato impropriamente anche per definire il tipo di tessuto usato per i tettucci delle auto decappottabili: in realtà, si tratta di una tela più simile al denim.

## Uso
Viene usato soprattutto per tappeti, arazzi, filati industriali, per diversi tipi di tessuti e feltro (panno lenci); all'occorrenza può anche essere usato per simulare la pelliccia. 
La fibra di mohair fine assomiglia molto ai capelli umani, e viene usata anche nel settore dei giocattoli per la produzione di bambole o per la realizzazione di parrucche. Inoltre viene utilizzato anche per la produzione di pelli da sci alpinismo ad alte prestazioni.
Il mohair è un filato molto morbido rispetto ad altre fibre naturali e sintetiche. A causa della mancanza di squame prominenti e sporgenti sulla superficie del pelo, viene spesso miscelato con lana o alpaca. La miscelazione con la lana, che ha molte squame, aiuta le fibre lisce del mohair a mantenere la forma e ad aderire insieme quando filate in filato. Il mohair è anche apprezzato per alcune altre caratteristiche uniche: è più caldo rispetto ad altre fibre, anche quando utilizzato per realizzare un capo leggero, ed è spesso miscelato con lana per questo motivo; inoltre, le fibre di mohair hanno una lucentezza distintiva creata dal modo in cui riflettono la luce. Combinata con la capacità del mohair di assorbire eccezionalmente bene i coloranti, i filati di mohair puro sono solitamente riconoscibili per i loro colori vivaci e saturi.
Le fibre delle capre giovani sono le più morbide e vengono utilizzate per la produzione di filati per abbigliamento. Le fibre delle capre mature sono utilizzate per produrre oggetti come tappeti e moquette. Il mohair è anche utilizzato nelle 'pelli di foca' per lo sci e l'alpinismo. Il mohair è usato in un tappeto che consente allo sciatore un metodo di salita appropriato senza scivolare verso il basso.

## Produzione
Negli Stati Uniti la produzione di mohair è finanziata da sussidi statali sin dalla seconda guerra mondiale, quando il Congresso varò un piano di aiuti destinato a supportare la produzione di uniformi per l'esercito.

## Etichettatura tessile
- sigla [WM]